# Андрей Гълъбинов
Андрей Асенов Гълъбинов (роден на 27 ноември 1988 г.) е български футболист.

## Kариера
Баща му Асен Гълъбинов е бивш волейболен национал. Майката Паулина Филипова също е бивша състезателка по волейбол. Младежът наследява любовта към футбола от дядо си – покойният вратар на ЦСКА, Йордан Филипов. Андрей започва да тренира в школата на „червените“ с набор 1988 г. Родителите му обаче започват работа в Кипър и младият футболист се мести в школата на Омония (Никозия). През 2005 г. семейството се премества в Италия. Тъй като Андрей няма разрешително за работа, пропуска цяла година. Младежът не си губи времето и се записва като студент. През това време поддържа формата си в аматьорския „Кастеларана“ от Серия Д. Забелязан от скаутите на Болоня и на 13 юли 2007 младокът подписва договор с клуба. Играе предимно за „Б“ отбора на Болоня.
На 12 август 2015 г. подписва с Новара, където за 2 сезона записва 73 мача и 25 гола. През юли 2017 г. преминава в Дженоа със свободен трансфер. Отбелязва първия си гол за „грифоните“ на 26 август 2017 г. от дузпа, която си изработва сам срещу Джанлуиджи Буфон от Ювентус, а мачът завършва със загуба 2:4.

### Национален отбор
На 5 март 2014 г. прави дебют за националния отбор на България в приятелски мач срещу Беларус, в който изиграва само едно полувреме. Първия си гол за националния отбор отбелязва на 23 май 2014 г. в контролен мач срещу Канада.